# 瓦西里·费奥多罗维奇·卡齐默
瓦西里·费奥多罗维奇·卡齐默（俄语：Василий Александрович Казимер，?—?）是大诺夫哥罗德一位诺夫哥罗德千以及波萨德尼克。他曾於1471年在谢隆战役中被俘虏并被送往科洛姆纳，但同年在诺夫哥罗德大主教提奥菲勒斯的要求下瓦西里·费奥多罗维奇·卡齐默获释。